# Anaptygus qinghaiensis
Anaptygus qinghaiensis är en insektsart som beskrevs av Yin, X.-c. 1984. Anaptygus qinghaiensis ingår i släktet Anaptygus och familjen gräshoppor. Inga underarter finns listade i Catalogue of Life.